# Educação em Antígua e Barbuda
A educação em Antígua e Barbuda é gratuita e obrigatória dos 5 aos 16 anos.
Para garantir que todos os custos relacionados à educação serão cobertos pelo governo, há um imposto de educação sobre todos os salários na Antígua e Barbuda, e os recursos são usados para pagar custos como abastecimento, transporte e manutenção da infra-estrutura.

## Ensino superior
A ilha de Antígua tem, em 2008, duas escolas de medicina, a American University of Antigua (AUA), fundada em 2004 e a University of Health Sciences Antigua (UHSA), fundada em 1982. Há também um colégio pertencente ao governo em Antígua, assim como o Antigua and Barbuda Institute of Information Technology (ABIIT). A University of the West Indies tem uma ramificação em Antígua para a população local continuar seus estudos na universidade. Antígua tem algumas escolas internacionais, a mais conhecida sendo a CCSET International Academy.

## Cobertura e Qualidade
A população de Antígua e Barbuda possui um alto nível de alfabetização, um pouco acima dos 90%.